# Edvard Thorell
Edvard Engelbrekt Thorell (i riksdagen kallad Thorell i Stolp-Ekeby), född 17 mars 1881 i Lunda församling, Stockholms län, död 24 juni 1953 i Frösunda församling, Stockholms län, var en svensk hemmansägare och politiker (högern).

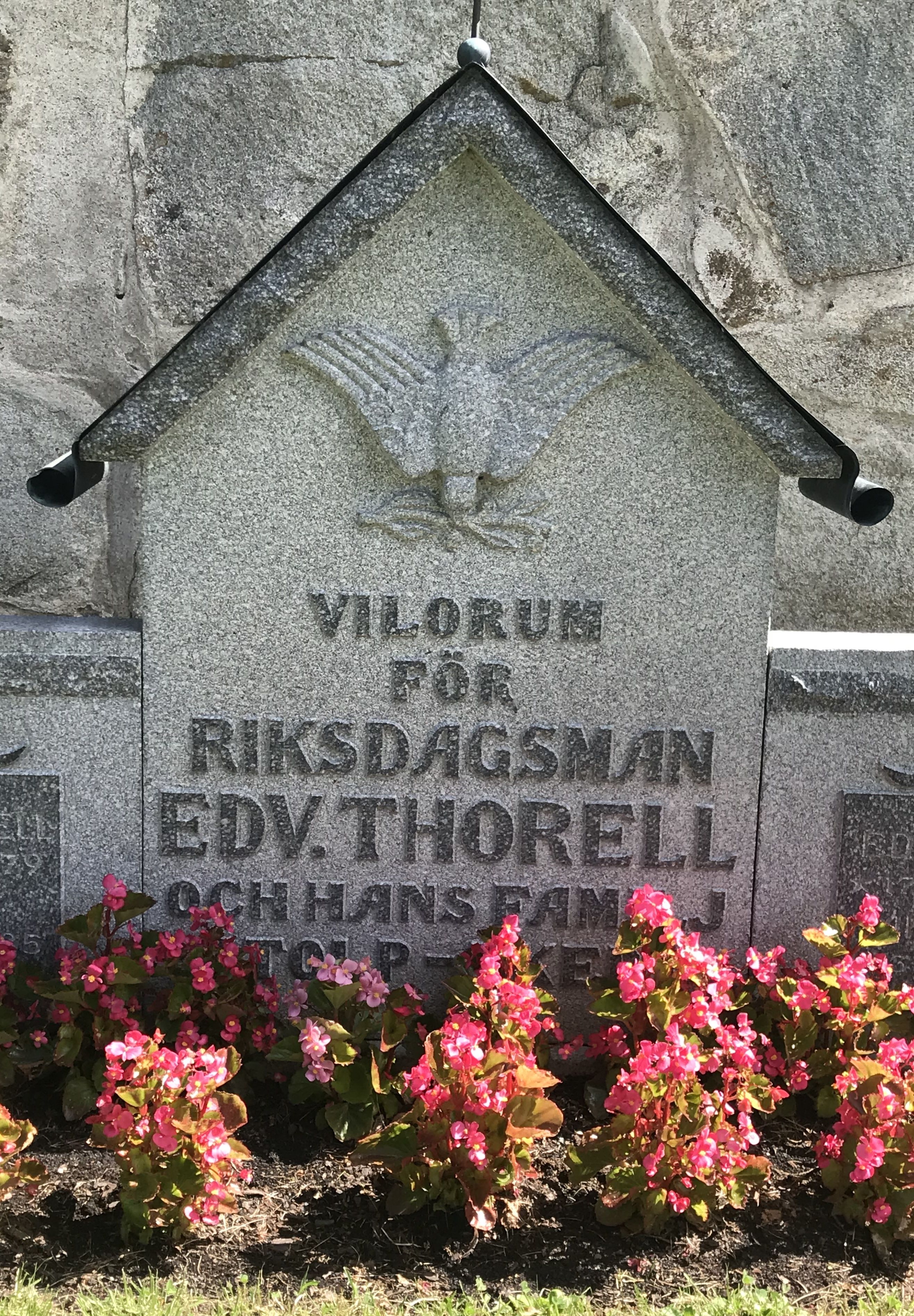
Edvard Thorells gravvård.

Thorell var ledamot av kommunalnämnden i Frösunda landskommun från 1908 och dess ordförande från 1916. Han var ledamot av riksdagens andra kammare 1933-1948, invald i Stockholms läns valkrets. Thorell var även nämndeman i Stockholms läns västra domsaga 1924–1932, ordförande i fattigvårdsdirektionen 1930–1940, i lokalstyrelsen för Uplandsbanken från 1933, i skytteföreningen från 1918, vice ordförande i Stockholms läns skogsägareförening, deputerad i ränte-och kapitalförsäkringsanstalten, vice ordförande i Stockholms läns högerförbund. Han blev riddare av Vasaorden 1941.